# Retreat (filme)
Retreat (A Recuperação (título em Portugal) ) é um filme de suspense e terror britânico de 2011 e a estreia na direção do ex-editor de cinema Carl Tibbets. O filme é estrelado por Cillian Murphy, Jamie Bell e Thandie Newton como três pessoas isoladas do resto do mundo em uma ilha remota. Dois deles são informados de que são sobreviventes de uma doença fatal transmitida pelo ar que está varrendo o mundo inteiro. No entanto, seu isolamento induzido pode ser o resultado de uma mentira, e pode ser que eles estejam sendo mantidos por capricho de um louco.

## Sinopse
O arquiteto londrino Martin Kennedy (Cillian Murphy) e sua miserável esposa jornalista Kate (Thandie Newton) costumam visitar uma pequena e remota ilha desabitada na costa oeste da Escócia chamada Blackholme Island para seus retiros de férias. A única residência na ilha, Fairweather Cottage, é operada sazonalmente pelo proprietário Doug do continente e acessível apenas por balsa. Depois de sofrer um aborto espontâneo, o relacionamento de Kate com Martin ficou tenso e, em um esforço para reacender seu casamento, eles decidem voltar a visitar a ilha. Após algumas noites de estadia, o gerador da casa de campo explode, ferindo o braço de Martin e deixando-os sem eletricidade. Eles usam o radiocidadão, sua única fonte de comunicação com o continente, para ligar para Doug, que sai de barco para ajudá-los.
Kate passa o dia seguinte esperando no cais pela chegada de Doug, mas sem sucesso. Mais tarde, um homem misterioso em uniforme de combate verde chega à ilha, ensanguentado e semiconsciente. Quando ele volta, ele se identifica como um soldado, o soldado Jack Coleman (Jamie Bell). Ele diz a Martin e Kate que houve um surto de uma doença transmitida pelo ar, Argromoto Flu, codinome R1N16, que começou na América do Sul e se espalhou por todo o mundono intervalo de tempo de algumas semanas. A doença é incurável e altamente contagiosa, atacando o sistema respiratório e fazendo com que as vítimas se engasguem com sangue com 100% de letalidade. Jack diz que os militares perderam o controle e agora estão aconselhando os civis a se trancarem em suas casas e não permitirem o acesso de ninguém. Com apenas estática vindo do rádiocidadão, Martin decide jogar pelo seguro e ajudar Jack, que assume agressivamente o comando e fecha as portas e janelas.
Nos dias seguintes, Jack se torna cada vez mais estranho e errático, e seu comportamento intimidador começa a perturbar o casal ainda mais. Eles suspeitam que o vírus pode ser uma mentira e que Jack é louco. Quando Kate pergunta se ele é casado, ele diz que sua esposa morreu de R1N16 e ele se torna agressivo e ameaçador. Martin e Kate decidem deixar o chalé e arriscar do lado de fora, mas Jack se recusa a deixá-los, forçando-os a entrar no quarto sob a mira de uma arma e trancando-os dentro. Martin foge para fora por uma clarabóia, encontrando os corpos de Doug e sua esposa no cais, alvejados por tiros. Usando a espingarda de caça de Doug, Martin retorna à cabana e leva a melhor sobre Jack. No entanto, assim que Kate começa a amarrar as mãos de Jack atrás das costas, Martin de repente começa a tossir sangue; parece que o Argromoto Flu é muito real e ele está infectado. Kate é forçada a atirar em seu marido com a espingarda, para poupá-lo de uma morte lenta e agonizante.
Forçado sob a mira de uma arma, Jack revela a Kate que foi experimentado em um complexo militar e liberado sem que ninguém percebesse que ele era um portador de R1N16. Jack infectou sua esposa, matando-a, e fugiu para a Ilha Blackholme para ficar em quarentena, onde o casal o encontrou. Jack revela que o radiocidadão funcionou o tempo todo, e ele tinha acabado de alterar as configurações para que Kate e Martin não pudessem falar com ninguém. Jack conserta o rádio CB, e a transmissão militar afirma que os soldados têm uma vacina contra o vírus. Jack diz a Kate que os militares estão mentindo; não há vacina, e os militares matariam os dois se fossem descobertos. Kate não acredita nele e, irritada com a possibilidade de Martin ter sido salvo, ela atira em Jack. Enquanto ela tenta deixar a ilha no barco com o corpo de Martin, um helicóptero militar sobrevoa e ela é morta por um sniper que atira nela.

## Elenco
- Cillian Murphy como Martin Kennedy
- Thandie Newton como Kate Kennedy
- Jamie Bell como Pvt. Jack Coleman
- Jimmy Yuill como Doug, o barqueiro e proprietário da Fairweather Cottage

## Lançamento
Retreat estreou no Fantasia International Film Festival em 18 de julho de 2011, e recebeu um lançamento limitado no Reino Unido e nos Estados Unidos, respectivamente, em 14 e 21 de outubro de 2011.

## Recepção
No Rotten Tomatoes, o filme tem uma pontuação de 62%. Bloody Disgusting avaliou-o com 4.5/5 estrelas e elogiou a atmosfera intensa e arrepiante e as reviravoltas na trama. Peter Bradshaw, do The Guardian, classificou-o com 3/5 estrelas e chamou-o de "um thriller tenso de um diretor estreante que oferece um papel decente para Jamie Bell". John Anderson, da Variety, escreveu: "Um potencial ménage à trois de terror é servido como um chá fraco em Retreat, que falha em tornar seu alegado suspense, emoção ou mesmo suas paisagens envoltas em névoa particularmente plausíveis." Neil Smith da Total Film avaliou-o com 3/5 estrelas e chamou-o de "tenso, embora monotonamente sombrio". Mark Adams, do Screen Daily, escreveu: "Um suspense implacável e claustrofóbico de três mãos, Retreat é uma estreia segura e bem encenada de Carl Tibbetts que pode parecer bastante familiar, mas consegue manter a história adequadamente imprevisível e bem ritmada." Damon Wise da Empire escreveu que as performances compensam a história. David Nussair da Reel Film Reviews escreveu que "Retreat inevitavelmente (e lamentavelmente) se estabelece como um suspense genérico e irremediavelmente sem envolvimento que fica cada vez mais tedioso à medida que avança." Scott Weinberg, da Fearnet, concluiu que o filme é "certamente mais envolvente do que sua premissa básica pode sugerir".